# Фричка
Фричка (словац. Frička) — село и одноимённая община в округе Бардеёв Прешовского края Словакии.

## История
Впервые упоминается в 1618 году. Населенное украинцами, но после Второй мировой войны, под угрозой переселения в СССР, абсолютное большинство крестьян переписалась на словаков и русинов.
В селе есть деревянная греко-католическая церковь св. Архангела Михаила с 1829 года, культурный памятник национального значения.

## Население
| Год:                | 1994 | 2004     | 2014     | 2024    |
| ------------------- | ---- | -------- | -------- | ------- |
| Количество человек: | 217  | 255      | 321      | 337     |
| Разница:            |      | +17,51 % | +25,88 % | +4,98 % |

Национальный состав населения (по данным последней переписи населения 2001 года):
- словаки — 72,51%
- русины — 11,55%
- цыгане — 11,55%
- украинцы — 2,79%
- чехи — 0,40%
- поляки — 0,40%

Состав населения по принадлежности к религии состоянию на 2001 год:
- православные — 70,52%,
- греко-католики — 24,30%,
- римо-католики — 3,59%,
- не считают себя верующими или не принадлежат к одной вышеупомянутой церкви — 1,20%